# Taga, Shiga
Taga (多賀町 Taga-chō) là thị trấn thuộc huyện Inukami, tỉnh Shiga, Nhật Bản. Tính đến ngày 1 tháng 10 năm 2020, dân số ước tính thị trấn là 7.274 người và mật độ dân số là 54 người/km2. Tổng diện tích thị trấn là 135,8 km2.

## Địa lý

### Đô thị lân cận
- Shiga
  - Maibara
  - Hikone
  - Kōra
  - Aishō
  - Higashiōmi
- Gifu
  - Ōgaki
- Mie
  - Inabe